# Movimiento Comunista Revolucionario de Grecia
El Movimiento Comunista Revolucionario de Grecia (en griego Επαναστατικό Κομμουνιστικό Κίνημα Ελλάδαςes, EKKE) es un partido político griego de ideología comunista y de orientación maoísta. Fue la organización maoísta griega más significativa a partir de los años 70, tras la caída de la Dictadura de los Coroneles. 
Formada principalmente por estudiantes universitarios comienza a ser operativa a partir de 1974, bajo el liderazgo de Christos Bistis. Un año antes, una de las organizaciones estudiantiles vinculadas al partido (AASPE) participó en la ocupación de la Escuela Politécnica, duramente desalojada por la policía. Bistis fue duramente torturado tras este incidente.
En noviembre de 1977, participan en las elecciones al parlamento griego, en las que reciben 11.657 votos, un 0,23% del total. 
A la muerte de Mao Zedong  permanecen leales a la política china, y apoyaran la Teoría de los Tres Mundos.
En 1999 se acabará integrando en el Frente de Izquierda Radical.